# Садки (Кременчуцький район)
Садки́ — село в Україні, у Кам'янопотоківській сільській громаді Кременчуцького району Полтавської області. Населення становить 2939 осіб (українців 93.94 %, росіян 5.44 %, всі інші 0.38 %). Орган місцевого самоврядування — Кам'янопотоківська сільська рада. Село Садки складається з двох районів Садки та Деївка. Деївський район села знаходиться на однойменній горі.

## Географія
Село Садки розташоване на правому березі річки Дніпро, вище за течією межує з містом Кременчуком, нижче за течією — з селом Кам'яні Потоки. Частина села розташована на Деївській горі, верхівки якої вважається однією з найвищих точок Полтавської області, понад 204 м над рівнем моря.
Через село проходить автомобільна дорога Н08. Поруч проходить залізниця, станція Вагонзавод за 1,5 км.

## Історія

### До заснування
Поблизу села виявлено поселення доби неоліту, ранньої, середньої, пізньої бронзи, черняхівської культури, доби розвинутого середньовіччя. Були знайдені фрагменти ліпних горщиків, що відносяться до часів неоліту. Також виявлені фрагменти кераміки ямної культури. Вчені знайшли і докази того, що на території села проживали люди і в період доби пізньої бронзи, ранньої залізної доби, старожитності пізньоскіфського часу, черняхівської культури. Результати цих розвідок показали, що найбільш заселеною територія села була за доби бронзи та черняхівської культури, у меншій мірі — за доби неоліту.

### Після заснування

Мапа XVI ст., на якій нанесено село Деївка (пол. Diejewka).

Перші згадки про село датуються початком XVI ст., до недавно вважалась XVIII ст., але село позначено на картах Речі Посполитої датованими XVI ст., щоправда, спочатку як село Деївка (пол. Diejewka) (зараз один з районів села розташований на східній частині Деївської гори), а потім як село поруч з казенним садом з вишневих дерев та виноградних лоз посаджений ще наприкінці XVII століття поруч з посадом Крюковом. Про розбудову села у ті часи свідчить той факт, що у 1864 році державний селянин села Садки Бабенко Родіон Петрович був обраний до «Олександрійського земського собранія Херсонської губернії» куди адміністративно відносилось село.
До Жовтневого перевороту землі та частина села належали сім'ї графів Толстих, зокрема Михайлу Михайловичу Толстому, який був ініціатором створення «швидкої допомоги» у місті Одесі. Мешканці села займались сільським господарством, різними ремеслами та значна їх частина працювала на підприємствах міста Кременчука, зокрема на Крюківських вагоноремонтних майстернях що розташовані поблизу села.

## Населення

### Мова
Розподіл населення за рідною мовою за даними перепису 2001 року:
| Мова            | Кількість | Відсоток |
| --------------- | --------- | -------- |
| українська      | 2761      | 93.94%   |
| російська       | 160       | 5.44%    |
| ромська         | 9         | 0.31%    |
| вірменська      | 4         | 0.14%    |
| білоруська      | 2         | 0.07%    |
| гагаузька       | 1         | 0.03%    |
| інші/не вказали | 2         | 0.07%    |
| Усього          | 2939      | 100%     |

## Освіта
У селищі знаходиться:

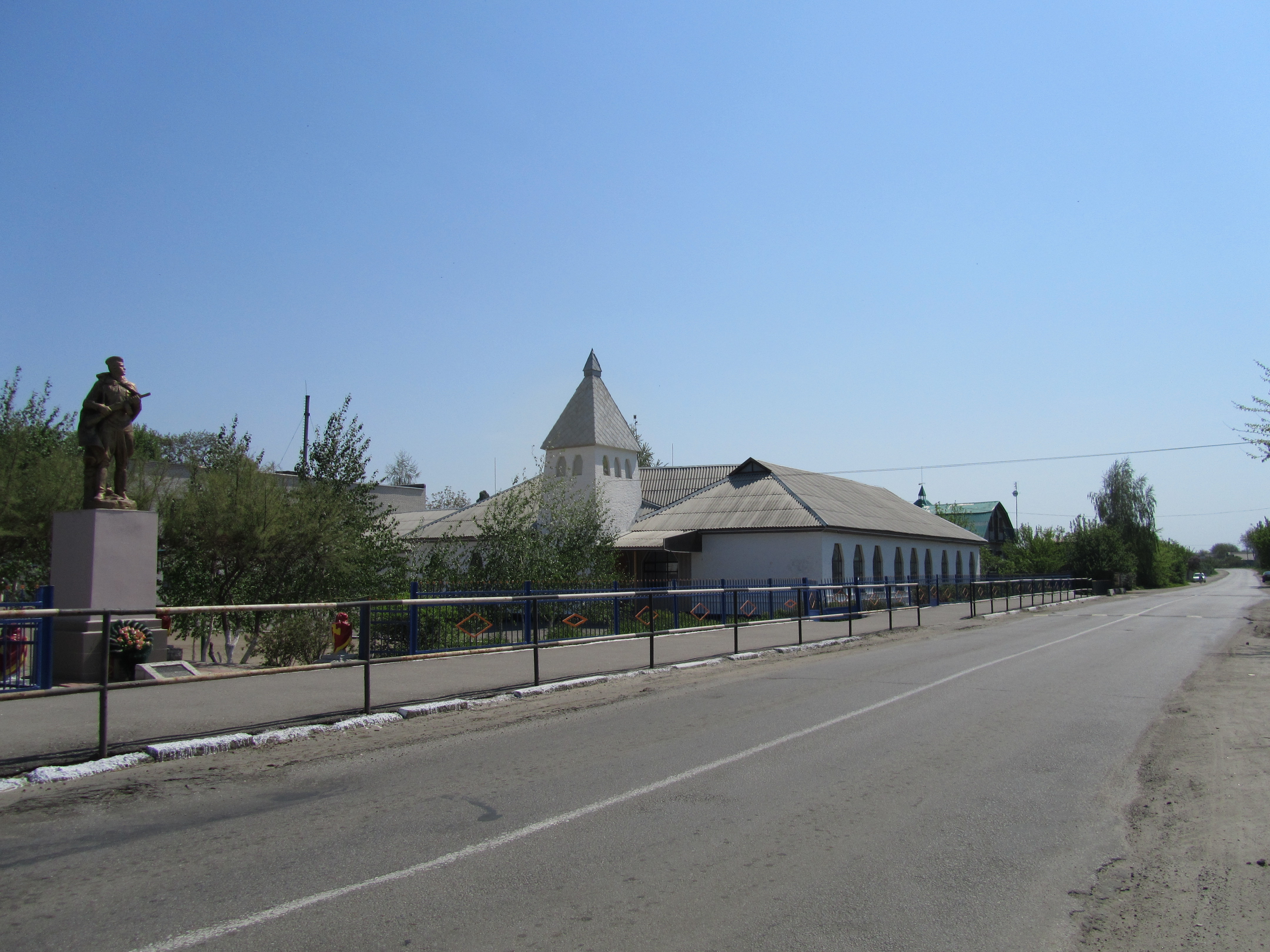
Біля школи (2012 рік)

- Садківська загальноосвітня школа I—III ступенів.
- Бібліотека при СЗШ.

## Економіка і підприємництво
У селі діють фермерські господарства більшість з яких займається вирощуванням та переробленням сільськогосподарської продукції, агрокорпорації, приватні підприємства, пасажирські перевізники.
Найперші підприємства які розпочали свою підприємницьку діяльність після розпаду СРСР, це: Фермерське господарство «Садки». Зареєстроване в 1992 року Рубан Василем Васильовичем. Основним видом діяльності є: заготівля і переробка насіння соняшника, виготовлення олії. Вирощування волоського горіха і фундука. Виробництво паливних брикетів тощо.
Фермерське господарство «Деївське» — зареєстроване в 1993 року Горбатенко Романом Анатолійовичем. Господарство спеціалізується на вирощуванні однорічних сільськогосподарських культур.
Фермерське господарство «Дніпровське» — зареєстроване в 1992 року Горбатенко Юрієм Анатолійовичем. Господарство також спеціалізується на вирощуванні однорічних сільськогосподарських культур. Логістикою.
Також працює багато фізичних-осіб підприємців.

## Спорт

### Футбол (футзал і міні-футбол)
В 2013 році заснований ФК «Деївка». Клуб неодноразово завойовував чемпіонські звання в Чемпіонаті Кременчука і районі. Клубні кольори смугасті біло-зелені. В 2022 році клуб припинив існування.
У 2016 році відновлена футбольна команда «Штурм», яка виступає в Чемпіонаті Кременчука по пляжному футболу.
Також є досягнення на рівні шкільного футболу. Футболісти садківської школи ставши у 2014 р. Чемпіонами району. Потім обігравши школу № 1, хлопці поїхали на обласні змагання і зайняли там 5 місце. Також є щорічними учасниками турніру з футболу «Шкіряний м'яч».
У Садках є три футбольні майданчики:
- Шкільний майданчик — розташований на території Садківської загальноосвітньої школи I—III ступенів і розрахований для гри у міні-футбол;
- «Зірочка» — найбільший футбольний майданчик села який підходить по розмірах для гри у великий футбол. Знаходиться серед лісу;
- Деївське поле — знаходиться на Заході села між вулицями Нерудна і Деївська, в однойменному мікрорайоні в селі Садки. У 2017 році футбольний майданчик був реконструйований Деївською олійницею разом з Кам'янопотоківською сільською радою.

### Даунхіл
На території громади є декілька трас для швидкісного спуску з гори. Всі траси знаходяться в районі Деївка, і спуски відбуваються з гори серед лісу Довжик. У 2015 році на цій трасі проводився етап Чемпіонату України зі швидкісного спуску.

## Галерея
|                                            |                        |                |
| Пам'ятник загиблим у Другій світовій війні | Садківська амбулаторія | Садківська ЗОШ |

## Постаті
- Козловський Олег Олександрович (1982—2022) — солдат Збройних сил України, учасник російсько-української війни.